# المعاريف (سيدي الذهبي)
المعاريف هي إحدى مشيخات المملكة المغربية، تتبع جغرافيا لإقليم سطات وإداريًا لسيدي الذهبي. يقدر عدد سكانها بـ 6999 نسمة حسب الإحصاء الرسمي للسكان والسكنى لسنة 2004.